# Romane Bernies
Romane Bernies (Agen, 27 giugno 1993) è una cestista francese.

## Carriera
Con la Francia ha disputato i Campionati mondiali del 2018.